# Lycée privé Michelet (Nice)
Pour les articles homonymes, voir Lycée Michelet.
Le lycée privé Michelet est un établissement d'enseignement privé hors contrat, destiné aux enfants intellectuellement précoces et aux élèves brillants, situé au 46 rue Gioffredo à Nice.

## Histoire et description
Fondé en 1954, ce lycée, comme plusieurs autres en France, porte le nom de l'historien Jules Michelet (1798-1874). À l'initiative du psychologue Jean-Charles Terrassier, il est orienté depuis 1988 vers les enfants précoces.
Il propose un programme novateur. Jusqu'en 2017, il consistait à condenser les programmes des classes de 6e, 5e, 4e et 3e pour les regrouper sur deux ans au lieu de quatre habituellement. À compter de septembre 2017, le collège se fait en trois ans, 6e - 5e/4e et 3e. Les classes de lycée sont proposées à raison d'une classe par année, sauf exception, mais la pédagogie est adaptée aux besoins des enfants à haut potentiel.
Depuis septembre 2015, il propose également une classe de primaire (CE1-CE2-CM1-CM2). Le matin les élèves ont cours de français, mathématiques et anglais avec des professeurs spécialistes de la matière tandis que l'après-midi est consacré aux autres apprentissages (histoire, géographie, arts plastique ...) avec une institutrice.
En 2022, ses effectifs sont de 120 élèves. S'agissant d'un établissement hors contrat avec l'État, la scolarité y est payante ; des bourses existent. 
Comptant plus d'un tiers de mentions très bien au baccalauréat et de nombreux élèves admis en classes préparatoires aux grandes écoles, il est considéré comme un établissement d'excellence.